# Hultadammen
Hultadammen är en sjö i Tibro kommun i Västergötland och ingår i Göta älvs huvudavrinningsområde.